# Powidz-Osiedle

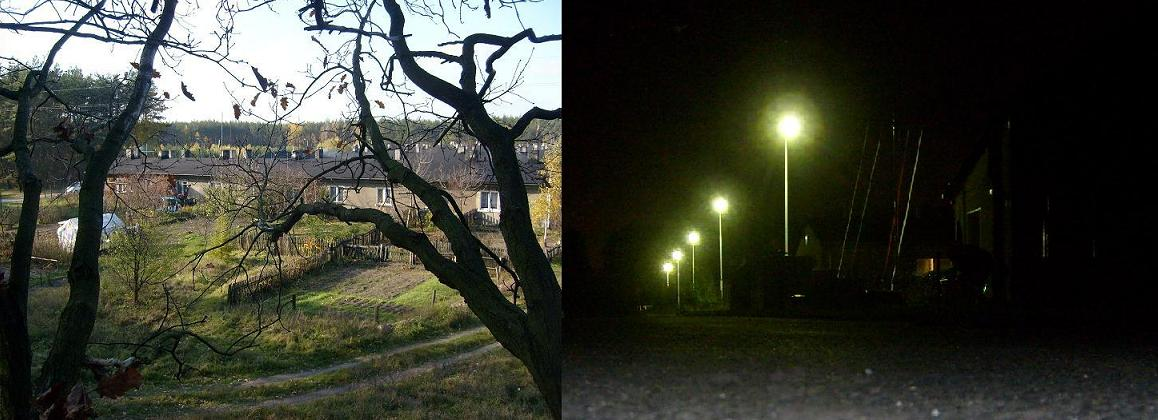
Powidz-Osiedle za dnia i w nocy

Powidz-Osiedle – wieś w Polsce, w województwie wielkopolskim, w powiecie słupeckim, w gminie Powidz.
Do 2023 miejscowość była częścią wsi Powidz.
W latach 1975–1998 Powidz-Osiedle administracyjnie należało do województwa konińskiego.